# Derek Bell
Derek Reginald Bell (Middlesex, Engleska, 31. listopada 1941.) je bivši britanski vozač automobilističkih utrka.